# Brigitta Muntendorf
Brigitta Muntendorf (ur. 11 lipca 1982 w Hamburgu) – niemiecko-austriacka kompozytorka, przedstawicielka muzyki współczesnej.
Należy do najbardziej innowacyjnych i najchętniej eksperymentujących kompozytorów młodego pokolenia.

## Biografia i twórczość
W 1988 roku rozpoczęła kształcenie w grze na fortepianie w zakresie muzyki klasycznej, poszerzone później o jazz i gospel i wolną improwizację. Koncertowała jako pianistka w różnych hamburskich zespołach. Pobierała lekcje gry na fagocie. W trakcie działalności koncertowej jako organistka nawiązała współpracę z H. Stanzusem, z którym w 2002 roku skomponowała eksperymentalny musical, wykonując go w różnych miastach w Niemczech.
W 2003 roku rozpoczęła studia na wydziale kompozycji pod kierunkiem Younghi Pagh-Paan oraz kompozycji elektronicznej pod kierunkiem Günthera Steinke w Hochschule für Künste Bremen w Bremie.
Jako kompozytorka i organizatorka zaangażowała się w działalność Atelier für Neue Musik, komponując utwory dla licznych projektów akustycznych i elektroakustycznych, w tym dla Gesichter der Freiheit.
Po zdaniu egzaminu kończącego etap podstawowy studiów dyplomowych rozpoczęła w 2005 roku studia na wydziale kompozycji u Krzysztofa Meyera w Hochschule für Musik w Kolonii. Za swój utwór na orkiestrę „Klangviren” otrzymała w 2006 roku pierwszą nagrodę w konkursie kompozycji Sinfonietta92 w Berlinie. Premiera utworu odbyła się w 2007 roku w sali muzyki kameralnej Filharmonii Berlińskiej. W tym samym roku została również zaproszona do udziału w warsztatach orkiestrowych w Halberstatt oraz została stypendystką Fundacji Friedricha Eberta. Od 2008 roku jest stypendystką fundacji Studienstiftung des deutschen Volkes.
W 2008 roku, w trakcie studiów założyła Ensemble Garage, pomyślany jako niezależna platforma dla muzyków, kompozytorów i artystów różnych profesji, którzy, poprzez proces zbiorowych i wspólnych prób, mieliby tworzyć nowe utwory i rozwijać nowe formy koncertowe. Brigitta Muntendorf jako kompozytorka rozwija w swej twórczości taką wizję muzyki, która wyraża się poprzez wielowarstwową kontekstualizację różnych form sztuki i środków ekspresji. Ponadto, badając rizomatyczne środowiska, zajmuje się tłumaczeniem zjawisk społecznych na język muzyczny. Jej zainteresowanie interakcjami pomiędzy kulturą cyfrową, która bazuje na tłumaczeniu rzeczywistych potrzeb społecznych, a sztucznością w wypowiadaniu indywidualnych potrzeb, zawarte są w obszernym repertuarze inscenizacji muzycznych. Do jej oeuvre należą, obok dzieł solowych i orkiestrowych, także utwory będące owocem jej współpracy z artystami wideo, aktorami oraz spektakle typu performance. Jej kompozycje dotyczą głównie aspektów balansowania na krawędzi (niem. Gratwanderung) między: kontrastującymi elementami, systemem a wolnością artystyczną, chaosem a porządkiem. Artystka koncentruje się na znaczeniu interakcji między wykonawcą, instrumentem a materiałem muzycznym. Ujawnienie tych interakcji prowadzi do wzajemnie zależnych procesów, co czyni je widzialnymi i słyszanymi dla odbiorcy.
W lutym 2009 roku jej wideodźwiękowa instalacja, stworzona we współpracy z artystką Julią Weissberg, została zaprezentowana w Kolonii w ramach projektu KUNST PRAXIS Staab/Compone-Projekt. W 2008 roku na zakończenie festiwalu Ohren auf Europa w Düsseldorfie został wykonany jej cykl Herbstszenen.
W 2011 roku skomponowała wspólnie z reżyserem Thierrym Brueglem pierwszą tzw. operę kieszonkową Wer zum Teufel ist Gerty, która została wykonana na festiwalu Taschenoper („kieszonkowych” oper) w Salzburgu. Kolejnym dziełem tego typu była Endlich Opfer (prawykonanie w 2013 roku).
10 lutego 2015 roku nakładem wytwórni Col Legno ukazał się jej album, it may all be an illusion. Został on nagrany na żywo w studiach: Hochschule für Musik und Tanz Köln (filia w Wuppertalu), Klaus-von-Bismarck-Saal, Funkhaus Wallrafplatz w Kolonii, Performance Studios we Frankfurcie nad Menem i Studio des Ensemble musikFabrik w Kolonii. Zawiera 5 utworów: „Sweetheart, Goodbye!”, „shivers on speed”, „reinhören”, „durchhören” i „Missing T”. W 2016 roku zrealizowała, we współpracy ze Stephanie Thiersch, City Dance Cologne, 12-godzinny performance z oddziałem ponad 500 wykonawców.
Wraz z serią utworów Public Privacy na solistę, użytkowników YouTube i instrumenty elektroniczne wprowadziła do obiegu termin „social composing” („społeczne komponowanie”). W 2016 roku zrealizowała, we współpracy ze Stephanie Thiersch, City Dance Cologne, 12-godzinny performance z udziałem ponad 500 wykonawców (według amerykańskiej tancerki Anny Halprin). 23 września tego samego roku w ramach festiwalu Warszawska Jesień wykonano jej utwór „Key of Presence”.
12 sierpnia 2017 roku ramach festiwalu Rümlingen odbyła się w prapremiera jej najnowszego utworu, „bright no more…” – utworu nr 6 z cyklu Public Privacy, na głos, wideo i instrumenty elektroniczne.
Oprócz ścisłych związków z Ensemble Garage (w którym jest dyrektorem artystycznym) współpracowała również z innymi zespołami (Ensemble Mosaik, Asko/Schönberg ensemble, PHACE, Calefax, Decoder ensemble, Klangforum Wien, musikFabrik czy Ensemble Modern). Jest regularnie zapraszana na seminaria organizowane przez różne uniwersytety niemieckie i austriackie. Mieszka w Kolonii i Wiedniu.

## Nagrody
Brigitta Muntendorf jest laureatką szeregu nagród, między innymi: Bernd Alois Zimmermann Prize, Carl von Ossietzky Prize, First Prize of the Hochschule für Musik und Tanz Cologne.
W 2014 roku otrzymała, wspólnie z dwoma innymi kompozytorami: Luisem Codera Puzą i Simone Movio, nagrodę fundacji Ernst von Siemens Musikstiftung.
30 marca 2017 roku otrzymała Musikautorenpreis (niemiecką nagrodę autorów muzycznych w kategorii: młode pokolenie).